# Europese Challenge Tour 1990
De Europese Challenge Tour werd in 1990 de nieuwe naam van de Satellite Tour, die in 1986 werd opgericht. Er stonden 38 toernooien op de agenda. Opvallend is dat er 13 toernooien in Zweden waren en 8 in Spanje. België begon in 1990 met een Pro-Am, die vanaf 1991 de Perrier Pro-Am heette, Nederland kreeg in 1992 het Dutch Challenge Open.
De Order of Merit van 1990 werd gewonnen door Giuseppe Cali.
| Start | Toernooi                   | Land                                         | Winnaar               | Info                                         |
| ----- | -------------------------- | -------------------------------------------- | --------------------- | -------------------------------------------- |
| 21-03 | Torras Hostench 1          | Golf Platja de Pals, Girona, Spanje          | Simon D. Hurley       |                                              |
| 04-04 | Tessali Open               | Italië                                       | Emanuele Bolognesi    |                                              |
| 02-05 | Torras Hostench 2          | Club de Golf Vallromanes Barcelona, Spanje   | Antonio Garrido       |                                              |
| 09-05 | Boggi Open                 | Italië                                       | John McHenry          |                                              |
| 16-05 | Ercros Circuit 1           | Spanje                                       | Ignacio Feliu         |                                              |
| 17-05 | Ramlösa Open               | Zweden                                       | Carl Magnus Stromberg |                                              |
| 22-05 | Prince's Challenge         | Engeland                                     | Colin Gillies         |                                              |
| 25-05 | Jede Hot Cup Open          | Zweden                                       | Peter Hedblom po      | met -14, na play-off tegen Mads Vibe-Hastrup |
| 28-05 | Barnham Broom Challenge    | Engeland                                     | Colin Brooks          |                                              |
| 30-05 | Torras Hostench 3          | Club de Golf Terramar, Sitges, Spanje        | Eoghan O'Connell      |                                              |
| 31-05 | FLA Open                   | Zweden                                       | Olle Nordberg         |                                              |
| 06-06 | Cerutti Open               | Italië                                       | Giuseppe Cali         |                                              |
| 07-06 | Open Vittel                | Frankrijk                                    | Michael Besanceney    |                                              |
| 12-06 | Bolton Old Links Challenge | Engeland                                     | Kenneth Trimble       |                                              |
| 13-06 | Ercros Circuit 2           | Spanje                                       | Juan Rosa             |                                              |
| 13-06 | Martini Open               | Italië                                       | David James           |                                              |
| 15-06 | Stiga Open                 | Zweden                                       | Mats Hallberg         |                                              |
| 20-06 | Audi Open                  | Duitsland                                    | Bradley King          |                                              |
| 21-06 | Open Ecco                  | Frankrijk                                    |                       |                                              |
| 22-06 | Memorial Olivier Barras    | Golf Club Crans-sur-Sierre Zwitserland       | Giuseppe Cali         | OoM                                          |
| 29-06 | Viking Open                | Zweden                                       | Peter Carsbo          |                                              |
| 05-07 | Wermland Open              | Zweden                                       | Joakim Haeggman       |                                              |
| 05-07 | Neuchâtel Open             | Zwitserland                                  | André Bossert         |                                              |
| 13-07 | Scandinavian Tipo Trophy   | Espoon Golfseura, Espoo, Finland             | Fredrik Lindgren      |                                              |
| 17-07 | Leman Pro-Am               | Zwitserland                                  | Quentin Dabson        | OoM, 3 dagen op 3 verschillende banen        |
| 18-07 | Swedish Matchplay          | Zweden                                       | Eoghan O'Connell      |                                              |
| 02-08 | Audi Quattro Trophy        | Duitsland                                    | Nick Godin            |                                              |
| 09-08 | Gevalia Open               | Zweden                                       | José Cantero          |                                              |
| 15-08 | Rolex Pro-Am               | Golf Club de Genève, Zwitserland             | John McHenry          | OoM                                          |
| 16-08 | Teleannons Grand Prix      | Zweden                                       | Michael Hoegberg      | OoM                                          |
| 23-08 | Länsförsäkringar Open      | Zweden                                       | Adam Mednick          |                                              |
| 06-09 | Västerås Open              | Zweden                                       | Vilhelm Forsbrand     |                                              |
| 07-09 | Brussels Pro-Am            | Brussels Golf Club, België                   | Philip Golding        | OoM                                          |
| 12-09 | Ercros Circuit 3           | Spanje                                       | Juan Carlos Piñero    |                                              |
| 13-09 | SI/Compaq Open             | Zweden                                       | Jesper Parnevik       |                                              |
| 21-09 | Esab Open                  | Zweden                                       | Ricardo González      |                                              |
| 26-09 | Torras Hostench 4          | Real Club de Golf El Prat, Barcelona, Spanje | Eoghan O'Connell      |                                              |
| 03-10 | Ercros Circuit 4           | Spanje                                       |                       |                                              |

OoM betekent dat er wel prijzengeld was maar dat het resultaat niet meetelde voor de Order of Merit.
1990 ·
1991 ·
1992 ·
1993 ·
1994 ·
1995 ·
1996 ·
1997 ·
1998 ·
1999 ·
2000 ·
2001 ·
2002 ·
2003 ·
2004 ·
2005 ·
2006 ·
2007 ·
2008 ·
2009 ·
2010 ·
2011 ·
2012 ·
2013 ·
2014